# Волочиська волость
Волочиська волость — історична адміністративно-територіальна одиниця Старокостянтинівського повіту Волинської губернії з центром у містечку Волочиськ.
Станом на 1886 рік складалася з 10 поселень, 9 сільських громад. Населення — 8247 осіб (4116 чоловічої статі та 4131 — жіночої), 773 дворових господарства.
|                     | Площа, десятин | У тому числі орної, дес. |
| ------------------- | -------------- | ------------------------ |
| Сільських громад    | 5089           | 4255                     |
| Приватної власності | 2620           | 2131                     |
| Казенної власності  | 3              | —                        |
| Іншої власності     | 366            | 199                      |
| Загалом             | 8078           | 6585                     |

Поселення волості:
- Волочиськ — колишнє власницьке містечко при річці Збруч за 90 верст від повітового міста, 1015 осіб, 156 дворів, 2 православні церкви, костел, православна й католицька каплиці, синагога, 2 єврейських молитовних будинки, школа, 12 постоялих дворів, 8 постоялих будинків, 2 шинка, 2 свічкових заводи, базари по неділях, 6 ярмарки на рік. За 4 версти — залізнична станція. За 5 версти — митниця. За 6 версти — бурякоцукровий завод Збруч із лікарнею. За 6 верст — цегельний завод із водяним млином.
- Бальківці — колишнє власницьке село при річці Озерепка, 558 осіб, 80 дворів, православна церква, школа, постоялий будинок.
- Вочківці — колишнє власницьке село при річці Збруч, 905 осіб, 128 дворів, православна церква, школа, постоялий будинок, водяний млин.
- Голохвасти — колишнє власницьке село при річці Бованець, 493 особи, 60 дворів, православна церква, школа, постоялий будинок, водяний млин.
- Копачівка — колишнє власницьке село при безіменній річці, 602 особи, 90 дворів, школа, постоялий будинок, кузня, водяний млин.
- Користова — колишнє державне село при річці Озерепка, 678 осіб, 83 двори, школа, постоялий будинок, водяний млин, винокурний завод.
- Мислова — колишнє власницьке село при річці Збруч, 436 осіб, 58 дворів, школа, постоялий будинок.
- Поляни — колишнє власницьке село при річці Бованець, 472 особи, 66 дворів, школа, постоялий будинок.
- Фридрихівка — колишнє власницьке село при річці Збруч, 400 осіб, 51 двір, католицька каплиця, школа, шинок й склад землеробних машин.

Станом на 1900 складалася з містечка та 11 поселень, 12 сільських громад, населення зросло до 10 874 особи, 1465 дворових господарств, волосним старшиною був Дмитро Кушнір.
Станом на 1913 складалася з містечка та 13 поселень, 12 сільських громад, населення зросло до 12 350 осіб, 2712 дворових господарства, волосним старшиною був Н. Гетман.